# كاليفورنيوم
الكاليفورنيوم (بالإنجليزية: Californium)، هو عنصر كيميائي مشع النشاط، ثلاثيّ التكافؤ. صُنع هذا العنصر في الجدول الدوري ورمزه هو (Cf) والرقم الذري له هو 98. اكتشف عن طريق قذف عنصر الكوريوم بجسيمات ألفا ولهُ استخدامات قليلة.
صنع الكاليفورنيوم لأول مرة في عام 1950 في مختبر لورانس بيركلي الوطني (ثم مختبر الإشعاع بجامعة كاليفورنيا)، عن طريق قصف الكوريوم بجزيئات ألفا (هيليوم -4 أيونات)، وهو من سلسلة عناصر الأكتينيدات، وهو سادس عنصر عبر اليورانيوم يصنع صناعياً، ولهُ ثاني أعلى كتلة ذرية من بين جميع العناصر التي أنتجت بكميات كبيرة بما يكفي لرؤيتها بالعين المجردة (بعد أينشتينيوم). وسمي العنصر باسم الجامعة وولاية كاليفورنيا الأمريكية.
يوجد شكلان بلوريان لعنصر الكاليفورنيوم تحت الضغط الطبيعي: أحدهما أعلى والآخر أقل من 900 °م (1,650 °ف) . الشكل الثالث يتواجد تحت ضغط مرتفع. ويتلاشى الكاليفورنيوم ببطء في الهواء عند درجة حرارة الغرفة. مركبات الكاليفورنيوم تهيمن عليها حالة الأكسدة +3. أكثر النظائر العشرين المعروفة استقرارًا في الكاليفورنيوم هو كاليفورنيوم 251، الذي يبلغ عمر نصفه 898 عامًا. يعني هذا نصف العمر القصير أن العنصر غير موجود بكميات كبيرة في قشرة الأرض. [أقل ألفا 1] كاليفورنيوم -252، مع عمر نصف يبلغ حوالي 2.645 سنة، هو النظير الأكثر استخدامًا وينتج في مختبر أوك ريدج الوطني في الولايات المتحدة ومعهد أبحاث المفاعلات الذرية في روسيا.
يعتبر عنصر الكاليفورنيوم أحد عناصر ما وراء اليورانيوم القليلة التي لها تطبيقات عملية. تستغل معظم هذه التطبيقات خاصية بعض نظائر الكاليفورنيوم لإصدار النيوترونات. على سبيل المثال، يمكن استخدام الكاليفورنيوم للمساعدة في بدء المفاعلات النووية، ويستخدم كمصدر للنيوترونات عند دراسة المواد باستخدام حيود النيوترونات والتحليل الطيفي النيوتروني. يمكن أيضًا استخدام الكاليفورنيوم في التخليق النووي لعناصر الكتلة الأعلى؛ أوغانيسون (عنصر كيميائي 118) عن طريق قصف ذرات كاليفورنيوم-249 مع أيونات الكالسيوم 48. مخاطر الكاليفورنيوم المشع على الإنسان تشمل قدرة العنصر على تعطيل تكوين خلايا الدم الحمراء عن طريق التراكم الحيوي في أنسجة الهيكل العظمي.

## الخواص
252Cf له عمر نصف 2.6 سنه ذو نشاط اشعاعي عالي. حيث يعتبر مصدرا للنيترونات (1 ميكرو جرام منه يشع حوالي170 مليون نيترون في الدقيقة.)
ليس له أي دور بيولوجي في الحياة والقليل من مركباته كانت تحت الدراسة مثل (Cf2O3) (CfCl3) (CfOCl)

## مميزات

### الخصائص الفيزيائية
الكاليفورنيوم هو معدن أكتينيد  مع نقطة انصهار تبلغ 900 ± 30 °م (1,650 ± 50 °ف) ونقطة الغليان المقدرة بـ 1,745 ك (1,470 °م؛ 2,680 °ف) .  المعدن النقي مرن ويمكن تقطيعه بسهولة بشفرة حلاقة. يبدأ معدن الكاليفورنيوم في التبخر فوق 300 °م (570 °ف) عند تعرضها للفراغ.  أقل من 51 ك (−222 °م؛ −368 °ف) كاليفورنيوم المعدن هو إما المغناطيسية أو فريمغناطيسية (أنه يتصرف مثل المغناطيس)، بين 48 و 66 K هو مضاد مغناطيسي (حالة وسيطة)، وأعلى من 160 ك (−113 °م؛ −172 °ف) فمن ممغطس (المجالات المغناطيسية الخارجية يمكن أن تجعل من المغناطيسي).  تشكل السبائك مع معادن اللانثانيدات ولكن لا يُعرف الكثير عن المواد الناتجة. 
يحتوي العنصر على شكلين بلوريين عند الضغط الجوي القياسي: شكل معبأ مزدوج سداسي الشكل مدبلج ألفا (α) وشكل مكعب محوره الوجه مخصص بيتا (β).  الشكل α موجود تحت 600-800 درجة مئوية بكثافة 15.10 g / cm 3 والشكل موجود فوق 600-800 درجة مئوية بكثافة 8.74 ز / سم 3 .  في 48 GPa للضغط يتغير شكل إلى نظام بلوري لتقويم العظام بسبب عدم تمركز إلكترونات الذرة 5f، مما يحررها من الترابط.  
المعامل الحجمي للمادة هو مقياس لمقاومتها للضغط المنتظم. معامل الكتلة في كاليفورنيوم هو 50±5، التي تشبه معادن اللانثانيدات ثلاثية التكافؤ ولكنها أصغر من المعادن الأكثر شيوعًا، مثل الألومنيوم (70 المعدل التراكمي). 

## الخواص والمركبات الكيميائية
| حالة | مجمع                         | معادلة                 | اللون         |  |
| ---- | ---------------------------- | ---------------------- | ------------- |  |
| +2   | كاليفورنيوم (II) بروميد      | CFBr 2                 | أصفر          |  |
| +2   | كاليفورنيوم (II) يوديد       | CfI 2                  | بنفسجي غامق   |  |
| +3   | أكسيد كاليفورنيوم (III)      | Cf 2 O 3               | الأخضر الأصفر |  |
| +3   | كاليفورنيوم (III) فلوريد     | CfF 3                  | اخضر فاتح     |  |
| +3   | كاليفورنيوم (III) كلوريد     | CfCl 3                 | الزمرد الأخضر |  |
| +3   | كاليفورنيوم (III) بروميد     | CfBr 3                 | أخضر مصفر     |  |
| +3   | كاليفورنيوم (III) يوديد      | CfI 3                  | ليمون أصفر    |  |
| +3   | كاليفورنيوم (III) بولي بورات | راجع [B 6 O 8 (OH) 5 ] | أخضر باهت     |  |
| +4   | أكسيد الكاليفورنيوم (الرابع) | CfO 2                  | أسود بني      |  |
| +4   | كاليفورنيوم (IV) فلوريد      | CfF 4                  | لون أخضر      |  |

يعرض الكاليفورنيوم حالات أكسدة تبلغ 4 أو 3 أو 2. عادة ما يشكل ثمانية أو تسعة روابط للذرات أو الأيونات المحيطة. من المتوقع أن تكون خواصه الكيميائية مماثلة للعناصر الأكتينيد التكافؤ 3+ الأخرى بشكل أساسي  وعنصر الديسبروسيوم، وهو اللانثانيد الموجود فوق الكاليفورنيوم في الجدول الدوري.  المركبات في حالة الأكسدة +4 هي عوامل مؤكسدة قوية وتلك الموجودة في حالة +2 عوامل اختزال قوية. 
يتلاشى العنصر ببطء في الهواء عند درجة حرارة الغرفة، مع زيادة المعدل عند إضافة الرطوبة.  يتفاعل الكاليفورنيوم عند تسخينه بالهيدروجين أو النيتروجين أو الكالكوجين (عنصر عائلة الأكسجين)؛ التفاعلات مع الهيدروجين الجاف والأحماض المعدنية المائية سريعة. 
كاليفورنيوم قابلة للذوبان في الماء فقط مثل كاتيون الكاليفورنيوم (III). فشلت محاولات تقليل أو أكسدة أيون +3 في المحلول.  يشكل العنصر كلوريد، نترات، فوق كلورات، وكبريتات قابلة للذوبان في الماء وترسب في صورة فلوريد، أو أكسالات، أو هيدروكسيد.  كاليفورنيوم هو أثقل أكتينيد يظهر خصائص تساهمية، كما لوحظ في بورات الكاليفورنيوم.

## التاريخ

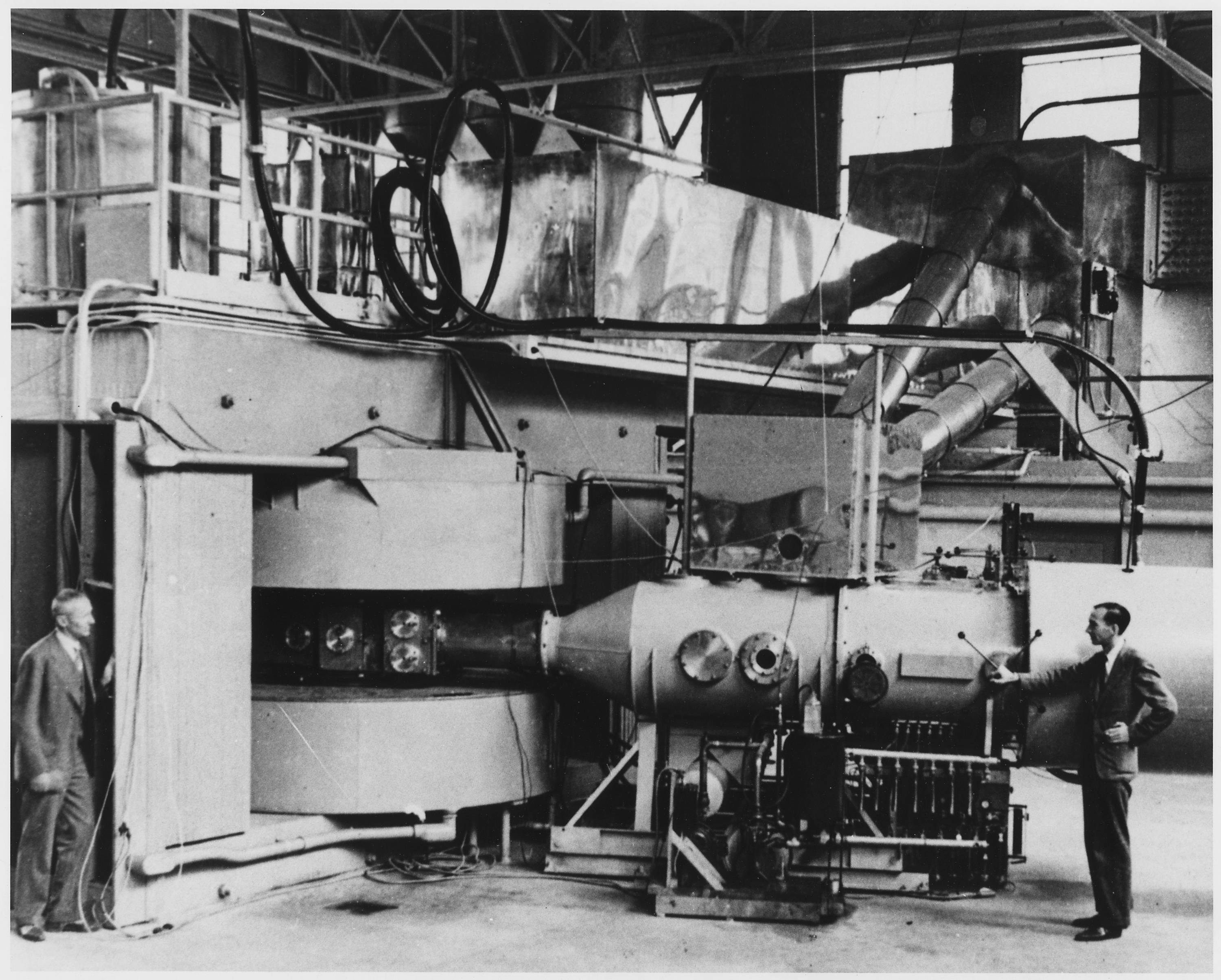
استخدم سيكلوترون بقطر 60 بوصة (1.52 م) لتجميع كاليفورنيوم لأول مرة

وقد صنع كاليفورنيوم لأول مرة في جامعة كاليفورنيا مختبر الإشعاع في بيركلي، من قبل الباحثين الفيزياء ستانلي جيرالد تومسون، شارع كينيث، الابن، ألبرت غيوروسو، وجلين سيبورج في أو حوالي 9 فبراير، 1950.  وكان العنصر السادس ما بعد اليورانيوم المطلوب اكتشافه؛ فأعلن الفريق عن اكتشافهِ في 17 مارس 1950.
لإنتاج الكاليفورنيوم، وهو هدف بحجم ميكروغرام من الكوريوم 242 بـ 35 جسيمات ألفا MeV 60 بوصة (1.52 م) السيكلوترون في بيركلي، والتي أنتجت كاليفورنيوم 245 بالإضافة إلى نيوترون واحد مجاني.  
لتحديد العنصر وفصله، اجريت طرق التبادل الأيوني والامتزاز.  انتج حوالي 5000 ذرة فقط من الكاليفورنيوم في هذه التجربة،  وكان عمر نصف هذه الذرات 44 الدقائق. 
أطلق المكتشفون على العنصر الجديد اسم الجامعة والدولة. كان هذا خروجًا عن الاتفاقية المستخدمة للعناصر من 95 إلى 97، والتي استلهمت من كيفية تسمية العناصر الموجودة فوقها مباشرةً في الجدول الدوري.   ومع ذلك، فإن العنصر مباشرة فوق العنصر 98 في الجدول الدوري، الديسبروسيوم، له اسم يعني ببساطة «يصعب الوصول إليه»، لذلك قرر الباحثون تنحية اصطلاح التسمية غير الرسمي جانبًا.  وأضافوا أن «أفضل ما يمكننا فعله هو الإشارة إلى [أن] ... الباحثين قبل قرن من الزمان وجدوا صعوبة في الوصول إلى كاليفورنيا». 
أنتجت الكميات القابلة للوزن من الكاليفورنيوم لأول مرة عن طريق تشعيع أهداف البلوتونيوم في مفاعل اختبار المواد في محطة اختبار المفاعل الوطني في شرق ولاية أيداهو؛ وابلغ عن هذه النتائج في عام 1954. لوحظ ارتفاع معدل الانشطار التلقائي للكاليفورنيوم -252 في هذه العينات. حدثت التجربة الأولى مع الكاليفورنيوم في صورة مركزة في عام 1958.  عزلت نظائر الكاليفورنيوم 249 إلى كاليفورنيوم 252 في نفس العام من عينة من البلوتونيوم 239 أطلق عليها اشعة من النيوترونات في مفاعل نووي لمدة خمس سنوات.  بعد ذلك بعامين، في عام 1960، أنشأ بوريس كننغهام وجيمس وولمان من مختبر لورنس للإشعاع بجامعة كاليفورنيا أول مركبات كاليفورنيوم - كاليفورنيوم ثلاثي كلوريد، وأكسيد كلوريد الكاليفورنيوم، وأكسيد الكاليفورنيوم - عن طريق معالجة الكالفورنيوم بالبخار وحمض الهيدروكلوريك.
بدأ مفاعل النظائر عالية التدفق (HFIR) في مختبر أوك ريدج الوطني (ORNL) في أوك ريدج بولاية تينيسي، في إنتاج دفعات صغيرة من الكاليفورنيوم في عقد الستينيات. بحلول عام 1995، أنتج (HFIR) اسميًا 500 مليغرام (0.018 أونصة) من الكاليفورنيوم سنويًا.  البلوتونيوم الذي قدمته المملكة المتحدة إلى الولايات المتحدة بموجب اتفاقية الدفاع المتبادل لعام 1958 بين الولايات المتحدة والمملكة المتحدة، استخدم لإنتاج الكاليفورنيوم.

## وجوده في الطبيعة
يمكن العثور على آثار الكاليفورنيوم بالقرب من المرافق التي تستعمل العنصر في التنقيب عن المعادن وفي العلاجات الطبية.  هذا العنصر غير قابل للذوبان في الماء إلى حد ما، لكنهُ يلتصق جيدًا بالتربة العادية؛ ويمكن أن تكون تركيزاته في التربة أعلى بـ500 مرة من المياه المحيطة بجزيئات التربة.
ساهمت التداعيات الناتجة عن التجارب النووية في الغلاف الجوي قبل عام 1980 في وجود كمية صغيرة من عنصر الكاليفورنيوم في البيئة. لوحظ نظائر الكاليفورنيوم ذات الأعداد الكتلية 249 و 252 و 253 و 254 في الغبار المشع الذي جمع من الهواء بعد تجربة انفجار نووي. لا يعتبر كاليفورنيوم نويدًا مشعًا رئيسيًا في مواقع وزارة الطاقة الأمريكية القديمة نظرًا لأنه لم ينتج بكميات كبيرة.
كان يُعتقد في يوم من الأيام أن كاليفورنيوم ينتج في نجوم السوبرنوفا، حيث يتطابق اضمحلالها مع عمر النصف 60 يومًا البالغ 254 قدمًا. ومع ذلك، فشلت الدراسات اللاحقة في إثبات أي أطياف تتشابه مع طيف الكاليفورنيوم،  ويعتقد الآن أن منحنيات ضوء المستعر الأعظم تتبع اضمحلال النيكل 56 . 
إن العناصر ما بعد اليورانيوم من الأمريسيوم إلى الفيرميوم، بما في ذلك عنصر الكاليفورنيوم، قد حدثت بشكل طبيعي في مفاعل الانشطار النووي الطبيعي في أوكلو، لكنها لم تعد تفعل ذلك.
لوحظ طيف عنصر كاليفورنيوم واكتشف في نجمة برزيبيلسكي في عام 2008.

## النظائر
ميزت عشرين من النظائر المشعة من الكاليفورنيوم، وأكثرها استقرارًا هو كاليفورنيوم -251 بنصف عمر 898 عامًا، وكاليفورنيوم -249 بنصف عمر 351 عامًا، وكاليفورنيوم -250 بنصف عمر 13.08 عامًا، وكاليفورنيوم -252 بنصف عمر 2.645 سنة. جميع النظائر المتبقية لها فترات نصف عمر أقصر من عام، ومعظم هذه النظائر لها عمر نصف أقصر من 20 دقيقة. يتراوح عدد نظائر الكاليفورنيوم في الكتلة من 237 إلى 256.
يتكون كاليفورنيوم 249 من اضمحلال بيتا للبيركليوم 249، ويصنع معظم نظائر الكاليفورنيوم الأخرى عن طريق تعريض البركليوم لإشعاع نيوتروني مكثف في مفاعل نووي.  الرغم من أن كاليفورنيوم 251 لديه أطول عمر نصف، إلا أن إنتاجه لا يتجاوز 10٪ بسبب ميله لتجميع النيوترونات (التقاط عالي للنيوترونات) وميله للتفاعل مع الجسيمات الأخرى (المقطع العرضي العالي للنيوترونات). 
إن كاليفورنيوم 252 هو باعث نيوتروني قوي للغاية، مما يجعله شديد النشاط الإشعاعي والضار. يخضع كاليفورنيوم 252 لاضمحلال ألفا بنسبة 96.9٪ من الوقت لتكوين الكوريوم -248 بينما النسبة المتبقية 3.1٪ من الاضمحلال هي انشطار تلقائي. يصدر ميكروجرام واحد (ميكروغرام) من الكاليفورنيوم 252 2.3 مليون نيوترون في الثانية، بمعدل 3.7 نيوترون لكل انشطار تلقائي. تتحلل معظم نظائر الكاليفورنيوم الأخرى إلى نظائر الكوريوم (العدد الذري 96) عبر تحلل ألفا.

## إنتاج
يتم إنتاج الكاليفورنيوم في المفاعلات النووية ومسرعات الجسيمات.  يصنع عنصر كاليفورنيوم -250 عن طريق قصف البيركليوم 249 بالنيوترونات، مكونًا البيركليوم 250 عن طريق التقاط النيوترون (n، γ) والذي بدوره يتحلل بسرعة بيتا (β -) إلى كاليفورنيوم-250 في رد الفعل التالي: 
ينتج عن قصف كاليفورنيوم -250 بالنيوترونات كاليفورنيوم -251 وكاليفورنيوم -252. 
ينتج التشعيع المطول للأميرسيوم والكوريوم والبلوتونيوم بالنيوترونات كميات مليغرام من الكاليفورنيوم 252 ومقادير ميكروغرام من كاليفورنيوم 249.  اعتبارًا من عام 2006، يتم تشعيع نظائر الكوريوم من 244 إلى 248 بواسطة النيوترونات في مفاعلات خاصة لإنتاج كاليفورنيوم 252 بكميات أقل من النظائر 249 إلى 255. 
تتوفر كميات ميكروغرام من كاليفورنيوم 252 للاستخدام التجاري من خلال هيئة التنظيم النووي الأمريكية.  موقعان فقط ينتجان كاليفورنيوم 252: مختبر أوك ريدج الوطني في الولايات المتحدة، ومعهد أبحاث المفاعلات الذرية في ديميتروفجراد، روسيا. اعتبارًا من عام 2003، ينتج الموقعان 0.25 جرامًا و 0.025 جرامًا من الكاليفورنيوم 252 سنويًا، على التوالي. 

ينتج ثلاثة من نظائر الكاليفورنيوم ذات فترات نصف عمر كبيرة، مما يتطلب ما مجموعه 15 نيوترونًا ملتقطًا بواسطة اليورانيوم 238 دون حدوث انشطار نووي أو تحلل ألفا أثناء العملية.  كاليفورنيوم 253 في نهاية سلسلة الإنتاج التي تبدأ باليورانيوم 238، والتي تشتمل على نظائر متعددة من البلوتونيوم، والأمريسيوم، والكوريوم، والبركليوم، ونظائر الكاليفورنيوم من 249 إلى 253 (انظر الرسم البياني).

## التطبيقات

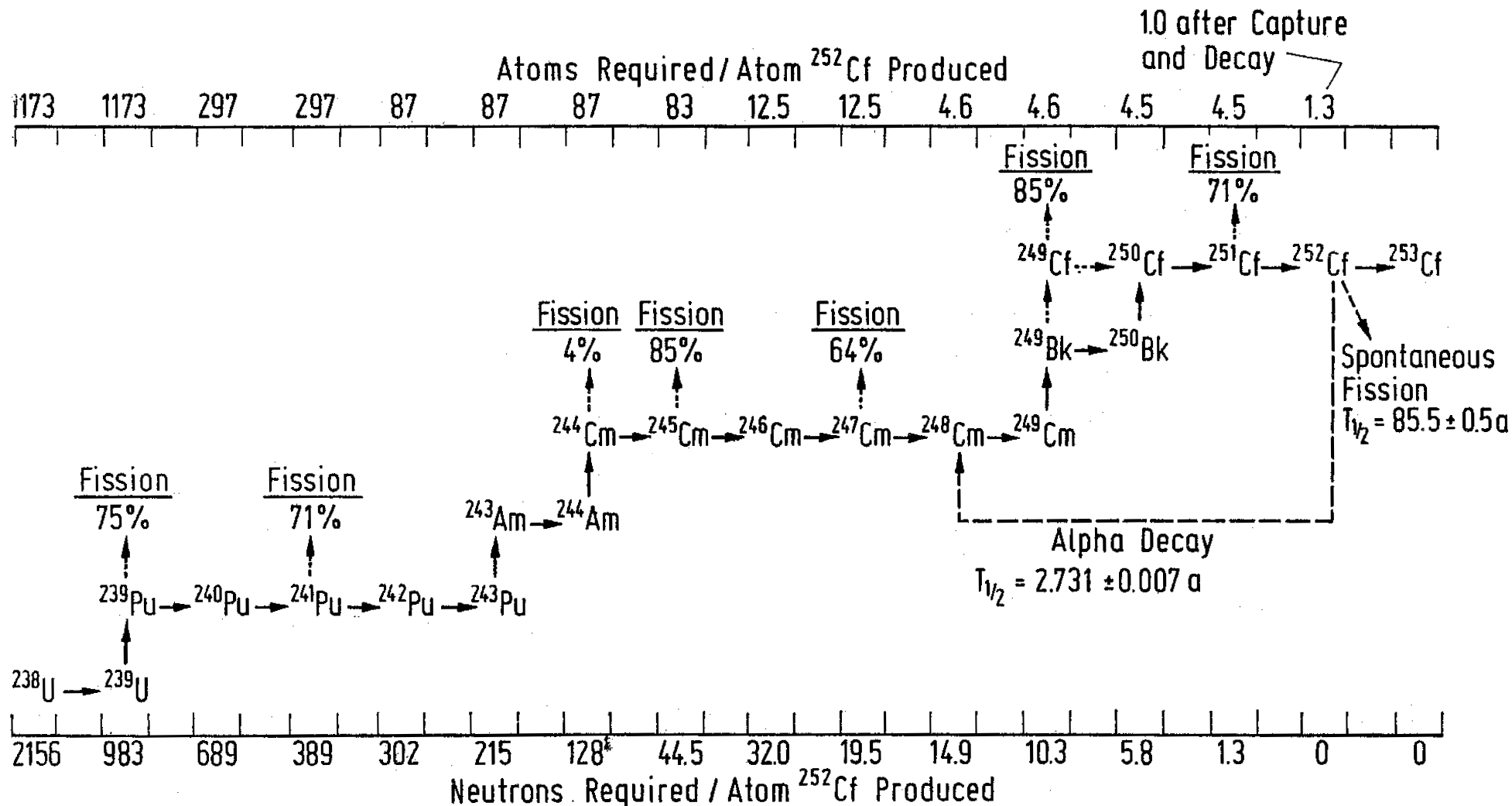
مخطط إنتاج الكاليفورنيوم -252 من اليورانيوم -238 بالإشعاع النيوتروني

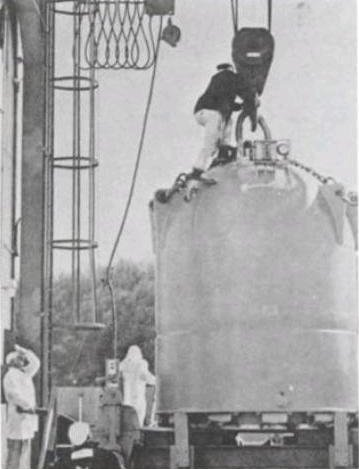
برميل شحن يزن خمسين طنًا تم بناؤه في مختبر أوك ريدج الوطني والذي يمكنه نقل ما يصل إلى 1 جرام من ^{252 قدم} مكعب. هناك حاجة إلى حاويات نقل كبيرة ومحصنة بشدة لمنع إطلاق مادة مشعة للغاية في حالة وقوع حوادث عادية وافتراضية.

يحتوي كاليفورنيوم 252 على عدد من التطبيقات المتخصصة كباعث قوي للنيوترونات، وكل ميكروجرام من الكاليفورنيوم الطازج ينتج 139 مليون نيوترون في الدقيقة. تجعل هذه الخاصية الكاليفورنيوم مفيدًا كمصدر لبدء تشغيل النيوترونات لبعض المفاعلات النووية  وكمصدر نيوتروني محمول (غير قائم على المفاعلات) لتحليل التنشيط النيوتروني لاكتشاف كميات ضئيلة من العناصر في العينات.  النيوترونات من الكاليفورنيوم كعلاج لبعض سرطانات عنق الرحم والدماغ حيث يكون العلاج الإشعاعي الآخر غير فعال.  تم استخدامه في التطبيقات التعليمية منذ عام 1969 عندما حصل معهد جورجيا للتكنولوجيا على قرض بقيمة 119 ميكروغرام من كاليفورنيوم-252 من نبات نهر سافانا.  يتم استخدامه أيضًا مع أجهزة تحليل الفحم الأولية وأجهزة تحليل المواد السائبة في صناعات الفحم والأسمنت.
إن تغلغل النيوترونات في المواد يجعل عنصر الكاليفورنيوم مفيدًا في أدوات الكشف مثل ماسحات قضيب الوقود ؛  التصوير الشعاعي النيوتروني للطائرات ومكونات الأسلحة للكشف عن التآكل وسوء اللحامات والشقوق والرطوبة المحتبسة؛  وفي أجهزة الكشف عن المعادن المحمولة. تستخدم مقاييس الرطوبة النيوترونية كاليفورنيوم 252 للعثور على طبقات الماء والبترول في آبار النفط، كمصدر نيوتروني محمول للتنقيب عن الذهب والفضة للتحليل الفوري،  وللكشف عن حركة المياه الجوفية. كانت الاستخدامات الرئيسية لـ كاليفورنيوم-252 في عام 1982، حسب ترتيب الاستخدام، بدء تشغيل المفاعل (48.3٪)، مسح قضبان الوقود (25.3٪)، وتحليل التنشيط (19.4٪).  بحلول عام 1994، ويستخدم الكاليفورنيوم 252 في التصوير الشعاعي النيوتروني بنسبة (77.4٪)، مع مسح قضبان الوقود (12.1٪) وبدء تشغيل المفاعل (6.9٪) كاستخدامات ثانوية مهمة ولكنها بعيدة.  في عام 2021، استخدمت نيوترونات سريعة من مصدر كاليفورنيوم 252 لنقل البيانات لاسلكيًا.
يحتوي كاليفورنيوم 251 على كتلة حرجة محسوبة صغيرة جدًا تبلغ حوالي 5 كيلوغرام (11 رطل)،  مميتة عالية، وفترة قصيرة نسبيًا من الإشعاع البيئي السام. أدت الكتلة الحرجة المنخفضة من الكاليفورنيوم إلى بعض الادعاءات المبالغ فيها حول الاستخدامات الممكنة للعنصر.
في أكتوبر 2006، أعلن الباحثون أنه حددت ثلاث ذرات من أوغانيسون (العنصر 118) في المعهد المشترك للأبحاث النووية في دوبنا، روسيا، على أنها نتاج لقصف الكاليفورنيوم 249 بالكالسيوم 48، مما يجعله أثقل عنصر على الإطلاق. توليفها. احتوى الهدف من هذه التجربة على حوالي 10 ملغم من كاليفورنيوم-249 المودعة على رقائق التيتانيوم من 32 منطقة سم 2.  كما استخدم الكاليفورنيوم لإنتاج عناصر أخرى عبر اليورانيوم؛ على سبيل المثال، صنع العنصر 103 (الذي سمي لاحقًا لورنسيوم) لأول مرة في عام 1961 عن طريق قصف الكاليفورنيوم بنواة البورون.

## الاحتياطات
الكاليفورنيوم الذي يتراكم بيولوجيًا في أنسجة الهيكل العظمي يطلق إشعاعًا يعطل قدرة الجسم على تكوين خلايا الدم الحمراء.  لا يلعب العنصر دورًا بيولوجيًا طبيعيًا في أي كائن حي بسبب نشاطه الإشعاعي الشديد وتركيزه المنخفض في البيئة. 
يمكن أن يدخل الكاليفورنيوم الجسم عن طريق تناول الأطعمة أو المشروبات الملوثة أو عن طريق استنشاق الهواء بجزيئات معلقة من العنصر. بمجرد دخول الجسم، يصل فقط 0.05٪ من الكاليفورنيوم إلى مجرى الدم. حوالي 65٪ من هذا الكاليفورنيوم سوف يترسب في الهيكل العظمي، 25٪ في الكبد، والباقي في الأعضاء الأخرى، أو يفرز، بشكل رئيسي في البول. ذهب نصف الكاليفورنيوم المودعة في الهيكل العظمي والكبد خلال 50 و 20 عامًا على التوالي. يلتصق الكاليفورنيوم الموجود في الهيكل العظمي بأسطح العظام قبل أن يهاجر ببطء في جميع أنحاء العظم.
يكون العنصر أكثر خطورة إذا دخل الجسم. بالإضافة إلى ذلك، يمكن أن يتسبب الكاليفورنيوم 249 والكاليفورنيوم 251 في تلف الأنسجة خارجيًا، من خلال انبعاث أشعة جاما. الإشعاع المؤين المنبعث من الكاليفورنيوم على العظام والكبد يمكن أن يسبب السرطان.

## ملحوظات
1. ↑  A double hexagonal close-packed (dhcp) unit cell consists of two hexagonal close-packed structures that share a common hexagonal plane, giving dhcp an ABACABAC sequence.[4]
2. ↑  The three lower-mass transplutonium elements—أمريسيوم، كوريوم, and بركيليوم—require much less pressure to delocalize their 5f electrons.[6]
3. ↑  Other +3 oxidation states include the sulfide and ميتالوسين.[7]
4. ↑  يوروبيوم, in the sixth period directly above element 95, was named for the continent it was discovered on, so element 95 was named أمريسيوم. Element 96 was named كوريوم for ماري كوري and بيار كوري as an analog to the naming of غادولينيوم, which was named for the scientist and engineer يوهان غادولين. تربيوم was named for the village it was discovered in, so element 97 was named بركيليوم.[17]
5. ↑  By 1990, californium-252 had replaced plutonium-بيريليوم neutron sources due to its smaller size and lower heat and gas generation.[40]
6. ↑  An article entitled "Facts and Fallacies of World War III" in the July 1961 edition of بوبيولار ساينس magazine read "A californium atomic bomb need be no bigger than a pistol bullet. You could build a hand-held six-shooter to fire bullets that would explode on contact with the force of 10 tons of TNT."[49]

1. The Earth formed 4.5 billion years ago, and the extent of natural neutron emission within it that could produce Californium from more stable elements is extremely limited.
2. ^ A double hexagonal close-packed (dhcp) unit cell consists of two hexagonal close-packed structures that share a common hexagonal plane, giving dhcp an ABACABAC sequence.[50]
3. ^ The three lower-mass transplutonium elements—americium, curium, and berkelium—require much less pressure to delocalize their 5f electrons.
4. ^ Other +3 oxidation states include the sulfide and metallocene.[50]
5. ^ Europium, in the sixth period directly above element 95, was named for the continent it was discovered on, so element 95 was named americium. Element 96 was named curium for Marie Curie and Pierre Curie as an analog to the naming of gadolinium, which was named for the scientist and engineer Johan Gadolin. Terbium was named for the village it was discovered in, so element 97 was named berkelium.[50]
6. ^ The Nuclear Regulatory Commission replaced the Atomic Energy Commission when the Energy Reorganization Act of 1974 was implemented. The price of كاليفورنيوم-252 was increased by the NRC several times and was $60 per microgram by 1999; this price does not include the cost of encapsulation and transportation.[50]
7. ^ In 1975, another paper stated that the كاليفورنيوم metal prepared the year before was the hexagonal compound Cf2O2S and face-centered cubic compound CfS. The 1974 work was confirmed in 1976 and work on كاليفورنيوم metal continued.[50][50][50]
8. ^ By 1990, كاليفورنيوم-252 had replaced plutonium-beryllium neutron sources due to its smaller size and lower heat and gas generation.[50]
9. ^ An article entitled "Facts and Fallacies of World War III" in the July 1961 edition of Popular Science magazine read «A كاليفورنيوم atomic bomb need be no bigger than a pistol bullet. You could build a hand-held six-shooter to fire bullets that would explode on contact with the force of 10 tons of TNT.»[50]

## روابط خارجية
- كاليفورنيوم في الجدول الدوري لمقاطع الفيديو (جامعة نوتنجهام).
- NuclearWeaponArchive.org - كاليفورنيوم.
- بنك بيانات المواد الخطرة - كاليفورنيوم، المشعة.